# Texas Instruments TI-57

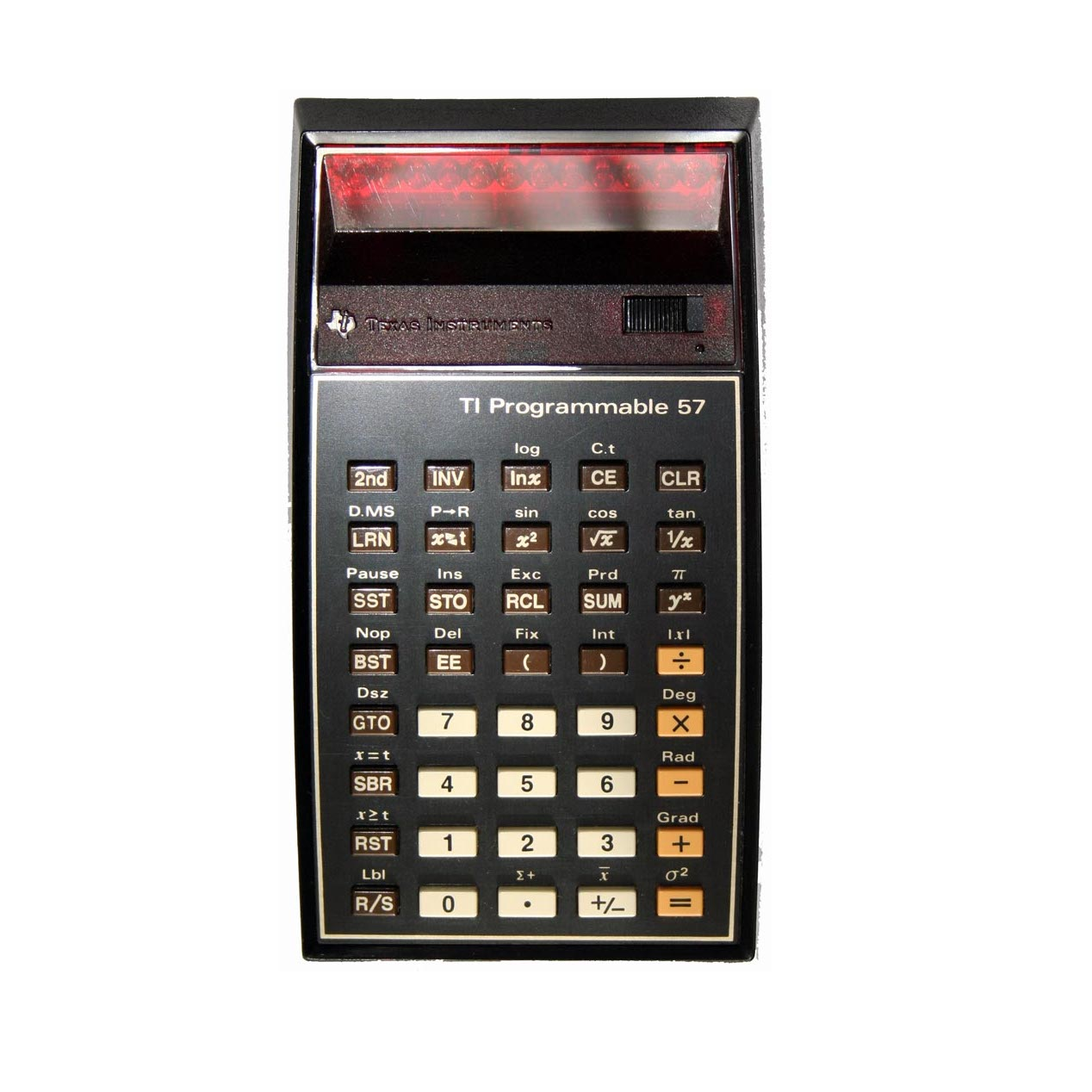
TI-57 avec afficheur à LED.

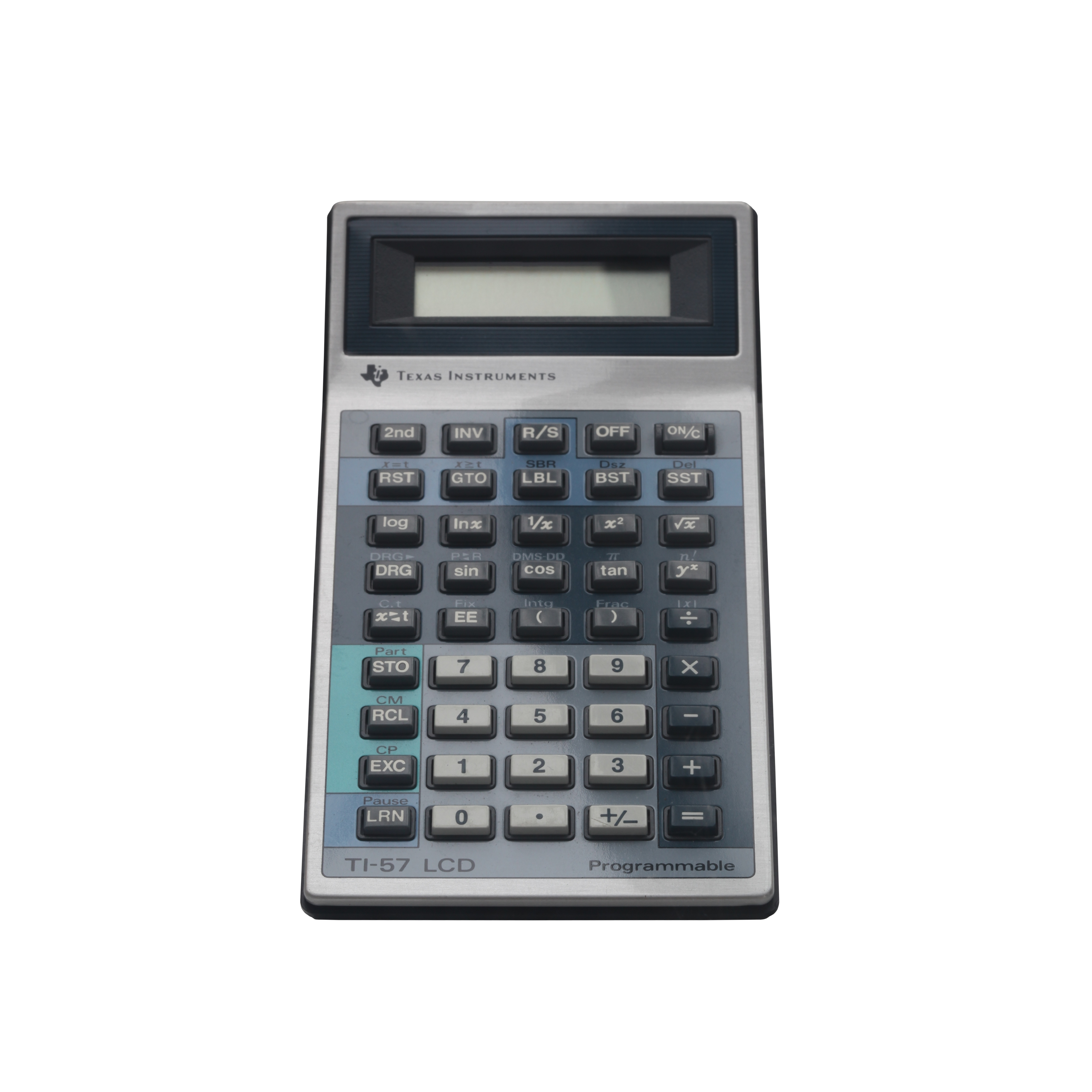
TI-57 avec afficheur LCD.

TI-57 est le nom d'une famille de calculatrices programmables d'entrée de gamme de Texas Instruments sortie dès 1977 et commercialisée jusqu'en 1989.

## TI-57 (LED)
Cette calculatrice fut présentée pour succéder au modèle SR-56 le 24 mai 1977 par TI, en même temps que la TI-58 et la TI-59.
La TI-57 a une capacité de 50 pas de programme et 8 mémoires.
Il n'y a pas de négociation entre le nombre de mémoires et le nombre de pas de programme, c'est-à-dire que l'on dispose toujours de 50 pas de programme quel que soit le nombre de mémoires utilisées, contrairement à d'autres modèles de calculatrices programmables.
La TI-57 a une mémoire volatile c'est-à-dire qu'une fois éteinte, elle ne garde pas le programme en mémoire.
Elle a toutes les fonctions de base d'un ordinateur à savoir : tests, branchements conditionnels, boucles, sous-programmes (jusqu'à deux niveaux).
Cette calculatrice, comme la plupart des modèles TI de cette époque, n'utilisait que des « Battery Packs » contenant deux accumulateurs Ni-Cd de taille AA et, pour la deuxième version, un petit circuit électronique chargé de monter la tension de sortie aux 9 V nécessaires à la calculatrice. Ce qui permet, moyennant modifications et soudures, d'utiliser une pile 9 V classique à la place.
Son prix s'élevait en France pour l’équivalent d'environ 45 euros.
Il existait également un modèle identique commercialisé par Radio Shack sous le nom de EC-4000.
Elle fut produite jusqu'en 1983.

### Exemple de programme
Générateur de nombres pseudo-aléatoire entre 1 et 6
| Pas | Code | Touche(s) | Fonction | Remarque                              |
| --- | ---- | --------- | -------- | ------------------------------------- |
| 00  | 30   | 2nd yx    | π        | Pi                                    |
| 01  | 75   | +         | +        |                                       |
| 02  | 33 0 | RCL 0     | RCL 0    | Rappel de la valeur de la mémoire 0   |
| 03  | 85   | =         | =        |                                       |
| 04  | 35   | yx        | yx       |                                       |
| 05  | 08   | 8         | 8        |                                       |
| 06  | 65   | −         | −        |                                       |
| 07  | 49   | 2nd )     | Int      | Fraction décimale                     |
| 08  | 85   | =         | =        |                                       |
| 09  | 32 0 | STO 0     | STO 0    | Stocker le résultat dans la mémoire 0 |
| 10  | 55   | x         | x        |                                       |
| 11  | 06   | 6         | 6        | Valeur maximale désirée               |
| 12  | 75   | +         | +        |                                       |
| 13  | 01   | 1         | 1        |                                       |
| 14  | 85   | =         | =        |                                       |
| 15  | 49   | 2nd )     | Int      | Valeur entière                        |
| 16  | 81   | R/S       | R/S      | Arrêt du programme                    |
| 17  | 71   | RST       | RST      | Reset (retour au pas 00)              |

## TI-57 (LCD)
La version LCD est plus limitée que la TI-57 à diodes :
- négociation entre 0 et 56 pas de programme soit de 1 à 7 mémoires numériques (8 pas par mémoire numérique),
- modèle plus lent que le précédent.

Sortie en 1982, la TI-57 LCD est une réinterprétation de la TI-57 en moins performant.
En raison de la mémoire plus restreinte, la majeure partie des programmes pour TI-57 à diodes n'entrent plus dans la TI-57 LCD.
Seul son prix de 250 francs (38€) lui offrira une carrière honnête par manque de concurrence.
À son époque, il n'existait pas de machine comparable aussi peu chère.
Contrairement à la TI-57 à diodes, TI-57 LCD possède une mémoire permanente.
Caractéristiques techniques
- Microprocesseur : TP0456 en deux CI : CD4551 (master) et CD4555 (slave)
- Système de calcul : priorité algébrique avec les quatre opérations, puissance, fonctions trigonométriques, inverses et hyperboliques (en degrés, radians ou grades), conversion polaire en rectangulaire et inverse, conversions décimal en sexagésimal et inverse, logarithme et exponentielle, racine carrée, puissance, signe, valeur absolue, partie entière sur 13 chiffres significatifs (10 affichés) et exposant +/-99
- Langage de programmation : Langage Machine Spécialisé Texas Instruments
- Mémoire : constante, partitionnable de 1 mémoire et 48 pas de programme à 7 mémoires et 0 pas de programme (plus le registre de test t séparé)
- Afficheur : cristaux liquides sept segments pour huit chiffres de mantisse et deux pour l'exposant, six indicateurs
- Dimensions : 147 × 79 × 23 mm
- Poids : 106 g.
- Alimentation : 2 type IEC LR44 DC 1,5V
- Autonomie : 750 heures
- Accessoires d'origine : étui, manuel d'utilisation
- Date de sortie en France : mai 1982 (première publication dans l'Ordinateur de Poche no 6)
- Prix public : 250 francs

## TI-57-II (LCD)
La version TI-57 II LCD est produite à partir de 1985.
En héritant du même nouveau clavier que la TI-55 III, elle résout un des gros défauts de la TI-57 avec le clavier aux touches trop dures.
Elle a une livrée plus sobre mais est identique matériellement et fonctionnellement à la TI-57 LCD.
Elle sera produite à Taïwan puis en Italie, où elle perdra la mention « Constant memory » (en conservant la fonction !) et héritera d'un nouveau circuit imprimé souple et non rigide.